# Аменемхет III
Аменемхет III (Nimaatre Amenemhat) е фараон от Дванадесета династия на Древен Египет, син и наследник на Сенусрет III. Управлява през 1860 – 1814 г. пр.н.е. Неговото царуване се счита за златен век в историята на Средното царство на Египет.
В първите 20 години управлява съвместно с баща си Сенусрет III. Заедно с баща си, той е един от малкото фараони, които приживе са били почитани като божества. Аменемхет III ограничил властта и привилегиите на наместниците (номарси) дори повече от своя баща. Провежда интензивно строителство и основава колонии в Синай, където се добива мед и тюркоази. Във Фаюмския оазис бил построен нов град – Крокодилополис. Също във Фаюм е построено огромно каменно здание – лабиринт с 1500 подземни и също толкова надземни помещения. Вероятно е служело като задгробен храм на фараона.
В края на царуването му серия от наводнения, заедно с неговата огромна строителна дейност, разклащат икономиката на Египет. Той също така позволява на хиксоси да се заселят като негови поданици в Делтата, но това щяло да доведе до дестабилизиране и падане на египетската власт в следващите поколения. След около 45-годишно управление Аменемхет III е наследен от сина си Аменемхет IV.